# Gerhard Fritz (Chemiker)
Gerhard Fritz (* 14. Dezember 1919 in Mittelhofen, Westerwald; † 9. Februar 2002) war ein deutscher Chemiker, der Professor für Anorganische Chemie an der TH Karlsruhe war.

## Leben
Fritz studierte ab 1939 Chemie in Halle und Marburg und nach Wehrdienst von 1940 bis 1942 in Frankfurt am Main mit der Promotion in Physikalischer Chemie 1946. Er habilitierte sich 1953 in Marburg in Anorganischer Chemie (und war dort Schüler von Hans Kautsky) und war ab 1957 Oberassistent und ab 1959 außerordentlicher Professor an der Universität Münster. 1961 hatte er einen Lehrstuhlvertretung in Bonn und 1962 bis 1965 war er außerordentlicher Professor an der Universität Gießen. 1965 bis zur Emeritierung 1988 war er (als Nachfolger von Rudolf Scholder) Inhaber des Lehrstuhls für Anorganische Chemie in Karlsruhe.
Er war Experte für Silizium-Chemie (u. a. Silikone, Carbosilane).
1970 erhielt er den Alfred-Stock-Gedächtnispreis, 1967 die Lavoisier-Medaille und 1966 den F. S. Kipping Award. Seit 1972 war Fritz Mitglied der Leopoldina. 1978 wurde er als ordentliches Mitglied in die Heidelberger Akademie der Wissenschaften aufgenommen. Er war Ehrendoktor in Gießen. 1981 bis 1997 war er einer der Herausgeber der Zeitschrift für anorganische und allgemeine Chemie (mit Werner Hanke, Rudolf Hoppe).
Er ist nicht mit dem gleichnamigen Professor für Toxikologie in Düsseldorf Gerhard Fritz (* 1960) zu verwechseln.

## Schriften
- Untersuchungen an Silicium-methylenen und Silicium-Phosphor-Verbindungen, Forschungsberichte des Landes Nordrhein-Westfalen, Westdeutscher Verlag 1964
- mit Eberhard Matern: Carbosilanes: Syntheses and Reactions, Springer 1986